# Tococa pauciflora
Tococa pauciflora är en tvåhjärtbladig växtart som beskrevs av Richard Spruce och José Jéronimo Triana. Tococa pauciflora ingår i släktet Tococa och familjen Melastomataceae. Inga underarter finns listade i Catalogue of Life.